# آي إيه آر-822
آي إيه آر-822 (بالإنجليزية: IAR-822)‏ هي طائرة تدريب وطائرة زراعية، أحادية السطح. أنتجت في رومانيا. من صناعة الصناع ايرونوتيكا رومانا. كان أول طيران لها في 20 مارس 1970. دخلت الخدمة في 1971، صنع منها 30 طائرة.

## المستخدمون
- القوات الجوية الرومانية